# Mark Robins
Mark Gordon Robins (* 22. Dezember 1969 in Ashton-under-Lyne, England) ist ein ehemaliger englischer Fußballspieler und aktueller -trainer. Mark Robins' 19 Jahre lang dauernde Spielerkarriere führte über Dänemark, Griechenland und England. Insgesamt absolvierte er 375 Spiele und schoss 106 Tore.

## Spielerlaufbahn
Der aus der eigenen Jugendakademie stammende Mark Robins begann seine Spielerkarriere beim Erstligisten Manchester United. In der Football League First Division 1988/89 kam er erstmals häufiger zum Einsatz und bestritt zehn Ligapartien. Eine Spielzeit später steigerte er sich auf siebzehn Spiele und konnte dabei sieben Treffer erzielen. Damit wurde er teamintern zweitbester Torschütze hinter Mark Hughes. Im FA Cup 1989/90 erreichte United das Finale und setzte sich dort im Wiederholungsspiel gegen Crystal Palace durch. Als Pokalsieger nahm der Verein im Folgejahr am Europapokal der Pokalsieger 1990/91 teil und gewann diesen durch ein 2:0 im Finale über den FC Barcelona. Robins stand im Kader des Finalisten, wurde jedoch von Trainer Alex Ferguson nicht eingesetzt. Der immer prominenter besetzte Kader von Manchester United sorgte anschließend dafür, dass er nur noch selten für sein Team auflaufen durfte.
Im Sommer 1992 wechselte er daher zum Erstligisten Norwich City, mit dem er in der neu gegründeten Premier League 1992/93 den dritten Platz belegte. Ein weiterer Höhepunkt in Norwich war die Teilnahme am UEFA-Pokal 1993/94, wo in der 2. Runde der FC Bayern München bezwungen wurde. Im Januar 1995 wurde er an Leicester City verkauft und musste den ersten Abstieg in seiner Karriere erleben. In der Football League First Division 1995/96 schaffte der Verein dafür die direkte Rückkehr ins Oberhaus des englischen Fußballs und gewann im Folgejahr den Titel im Football League Cup.
In den anschließenden Jahren wechselte er häufiger den Verein und spielte unter anderem in Dänemark, Spanien und Griechenland. Seine persönlich beste Spielzeit folgte in der Football League Second Division 2000/01 als er 24 Ligatreffer zum Aufstieg seines Vereins Rotherham United in die zweite Liga beisteuerte. Im Januar 2005 beendete er seine Spielerkarriere bei Burton Albion und kehrte als Assistenztrainer nach Rotherham zurück.

## Trainerlaufbahn
Nach guten Leistungen als Interimstrainer wurde Mark Robins im April 2007 Cheftrainer des Drittligisten Rotherham United und trat damit seinen ersten Trainerposten an. Den Abstieg in die vierte Liga konnte auch er nicht verhindern und daher verbrachte er die folgenden zwei Spielzeiten in der Football League Two. Anfang September 2009 warb ihn der Zweitligist FC Barnsley von seiner Position in Rotherham ab und stellte ihn als neuen Trainer vor. Robins führte den Tabellenletzten im Saisonverlauf auf den achtzehnten Tabellenrang und damit zum Klassenerhalt. Nach einer weiteren Platzierung im unteren Tabellendrittel trat Mark Robins am 15. Mai 2011 nach Meinungsverschiedenheiten mit dem Vorstand als Trainer zurück.
Am 19. September 2012 übernahm Robins den Trainerposten beim Drittligisten Coventry City. Nach nur knapp fünf Monaten verließ er Coventry und wurde am 14. Februar 2013 als neuer Trainer des Zweitligisten Huddersfield Town vorgestellt. Mit seinem neuen Team sicherte er sich knapp den Klassenerhalt in der Football League Championship 2012/13 und konnte auch in der anschließenden Spielzeit als Tabellensiebzehnter den Ligaverbleib erreichen. Nach nur einem Spiel in der neuen Saison gab Huddersfield Town am 10. August 2014 die Trennung von Trainer Mark Robins bekannt.
Nur zwei Monate später wurde er vom Drittligisten Scunthorpe United als neuer Cheftrainer verpflichtet. Mit dem Drittliga-Aufsteiger beendete er die Football League One 2014/15 als Tabellensechzehnter und erreichte damit den Erhalt der Spielklasse. Am 18. Januar 2016 wurde Robins in Scunthorpe entlassen, da ein Leistungsabfall den Verein wieder in Abstiegsgefahr brachte.
Nach über einem Jahr ohne Trainertätigkeit übernahm Mark Robins im März 2017 den offenen Posten beim Drittligisten Coventry City, für den er bereits von 2012 bis 2013 tätig gewesen war. Coventry lag zu diesem Zeitpunkt auf dem letzten Tabellenplatz der EFL League One 2016/17 mit 13 Punkten Rückstand auf einen Nichtabstiegsplatz. Der Verein stieg letztendlich als Tabellenvorletzter in die vierte Liga ab. Zuvor hatte Coventry am 2. April 2017 die EFL Trophy 2016/17 durch ein 2:1 im Finale über Oxford United gewonnen. 
Die erste Spielzeit Coventrys in der vierten Liga seit 1959 beendete Robins mit seinem Team auf dem sechsten Tabellenplatz der EFL League Two 2017/18. Nach einem Halbfinalerfolg über Notts County (1:1 und 4:1), zog die Mannschaft ins Finale in Wembley ein und bezwang dort Exeter City mit 3:1. Mit dem Aufsteiger sicherte er sich als Tabellenachter souverän den Klassenerhalt in der EFL League One 2018/19 und steigerte diese Leistung in der Saison 2019/20 mit dem Gewinn der Zweitliga-Meisterschaft und dem damit verbundenen Aufstieg in die zweite Liga. Mark Robins führte den Verein damit innerhalb von drei Jahren von der vierten Liga in die zweithöchste englische Spielklasse und das obwohl Coventry die gesamte Saison seine Heimspiele nicht im eigenen Stadion austragen konnte.
Auch in der neuen Spielklasse konnte das Team seine guten Leistungen fortführen und als Tabellensechzehnter der EFL Championship 2020/21 den Ligaverbleib erzielen. Ende November 2024 wurde er bei Coventry entlassen und durch Frank Lampard ersetzt.
Am Neujahrstag 2025 übernahm Robins den Cheftrainerposten beim Zweitligisten Stoke City.

## Erfolge als Spieler
- FA Cup: 1990
- FA Charity Shield: 1990
- Europapokal der Pokalsieger: 1991
- UEFA Super Cup: 1991
- Football League Cup: 1997

## Erfolge als Trainer
- EFL Trophy: 2017
- Aufstieg in die dritte Liga: 2018
- Aufstieg in die zweite Liga: 2020